# Columbia Instituto (Perú)
Columbia Instituto es una institución educativa, fundada en 1983 en Lima, Perú, por Vladimir Artieda (Director Ejecutivo de la institución). El instituto está especializado en la industria de viajes, turismo, hotelería, alta cocina, idiomas y en la tecnología. Mediante la resolución  N° 010-2019, otorgada por el MINEDU, se convierte en un instituto licenciado de carácter internacional.  
Además, fue un precursor en la enseñanza de la Aviación Comercial en Perú. En la actualidad ofrece programas académicos de pregrado.

## Historia
Columbia fue fundada en el año de 1983. Desde el principio se convirtió en un centro educativo precursor en el Perú con la enseñanza de Aviación Comercial.
En el año 1995, amplió su oferta educativa con las carreras de Administración de Hotelería y Administración de Empresas. Años más tarde, en el 2003, dio inicio a la carrera de Alta Cocina, en un nuevo local en San Isidro, construido específicamente para dictar carreras en la industria de la hospitalidad, denominado “Hospitality Management School Columbia”.
En el año 2012, se dio apertura a la Sede Lince, y dos años más tarde a la Sede los Olivos. En enero del año 2019, Columbia fue reconocido con el Licenciamiento institucional, otorgado por el MINEDU, al haber cumplido con los requisitos establecidos en la ley N° 30512.
En 2016, firmó acuerdo de cooperación académica con la Universidad Peruana de Ciencias Aplicadas.
Actualmente, tiene convenios con la Universidad Peruana de Ciencias Aplicadas (UPC), Universidad ESAN, Universidad Anáhuac México y la Universidad de Palermo.

## Programas académicos

### Especialidad
- Aviación Comercial.[10]

### Carreras
- Hotelería Internacional.
- Alta Cocina.
- Administración de Empresas.

### Programas
- Tripulante de Cabina.[11]
- Gastronomía Peruana.